# Église Saint-Pierre-Saint-Paul de Clamart
L'église Saint-Pierre-Saint-Paul est une église située sur la commune de Clamart, dans les Hauts-de-Seine, en France. Elle est dédiée aux apôtres Pierre et Paul et dépend du diocèse de Nanterre.
Cette église fait l'objet d'une inscription au titre des monuments historiques depuis le 19 octobre 1928.

## Historique

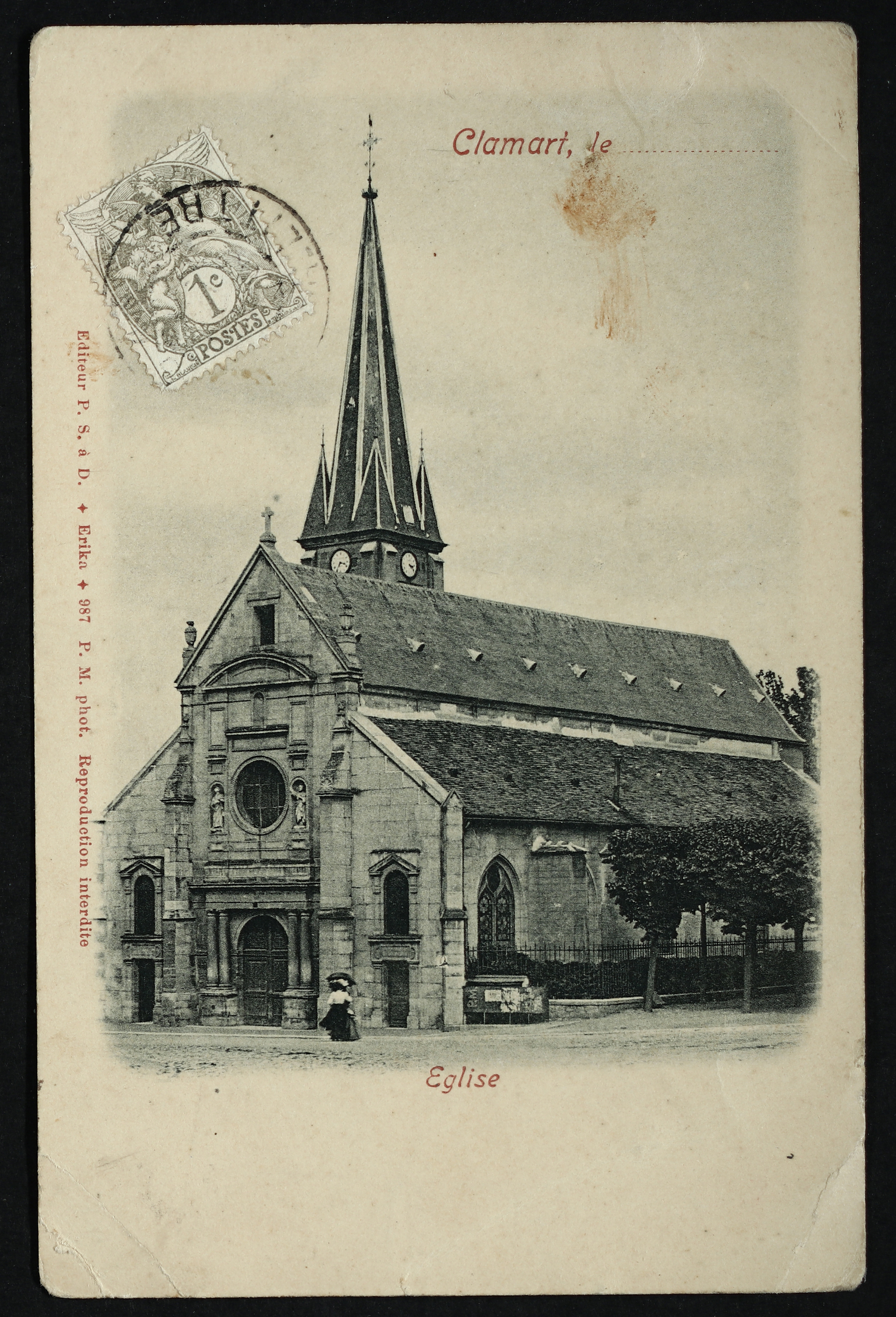
Carte postale de l'église Saint-Pierre-Saint-Paul, vers 1900.

L'église Saint-Pierre-Saint-Paul de Clamart, ainsi que le village de Clamart, appartiennent à l'abbaye Saint-Martin-des-Champs entre 1079 et 1106. Une bulle de 1096 confirme cette possession à Saint-Martin-des-Champs.

## Architecture
La construction de cet édifice religieux remonte au XIe siècle

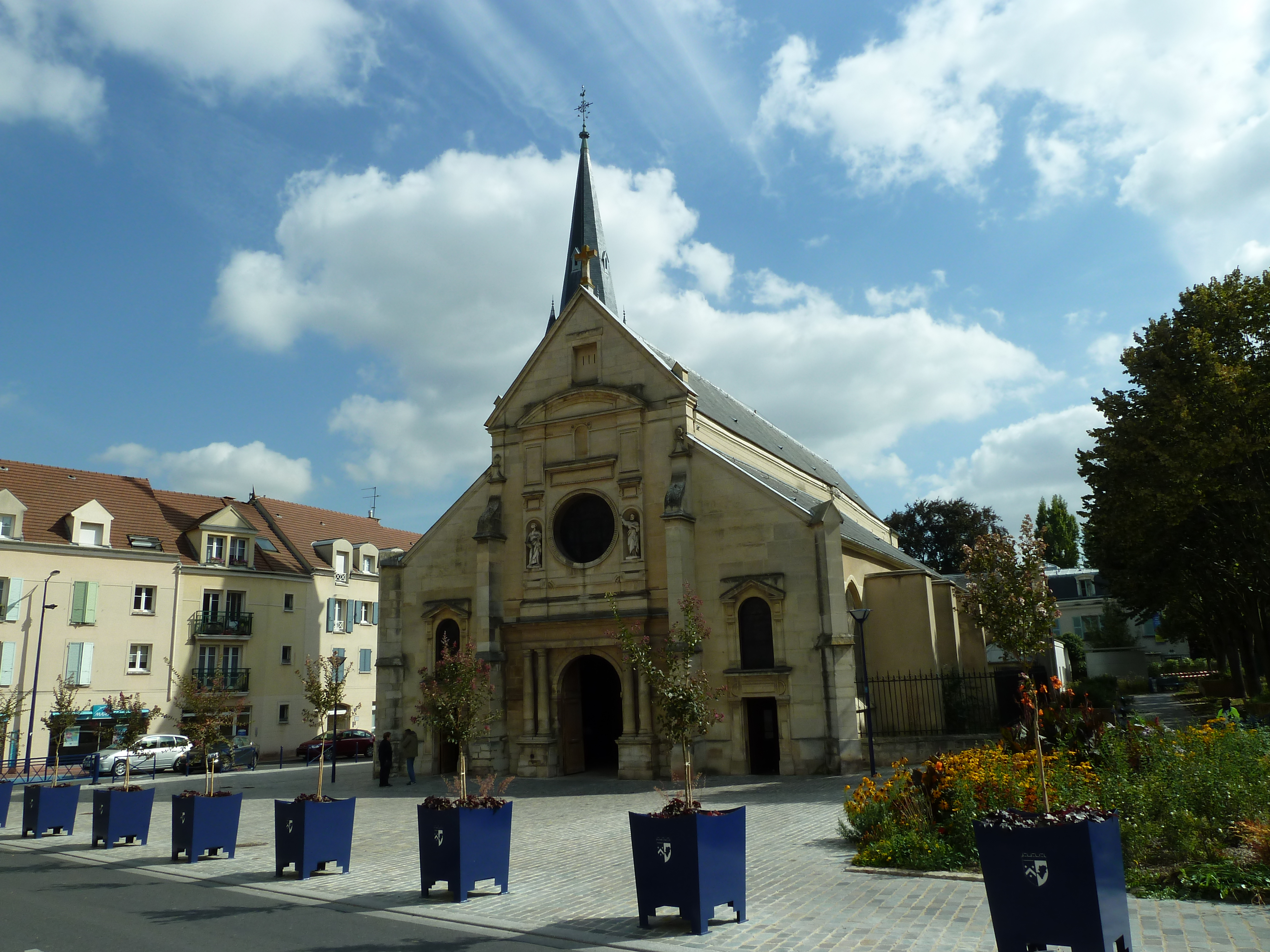
Parvis et façade.
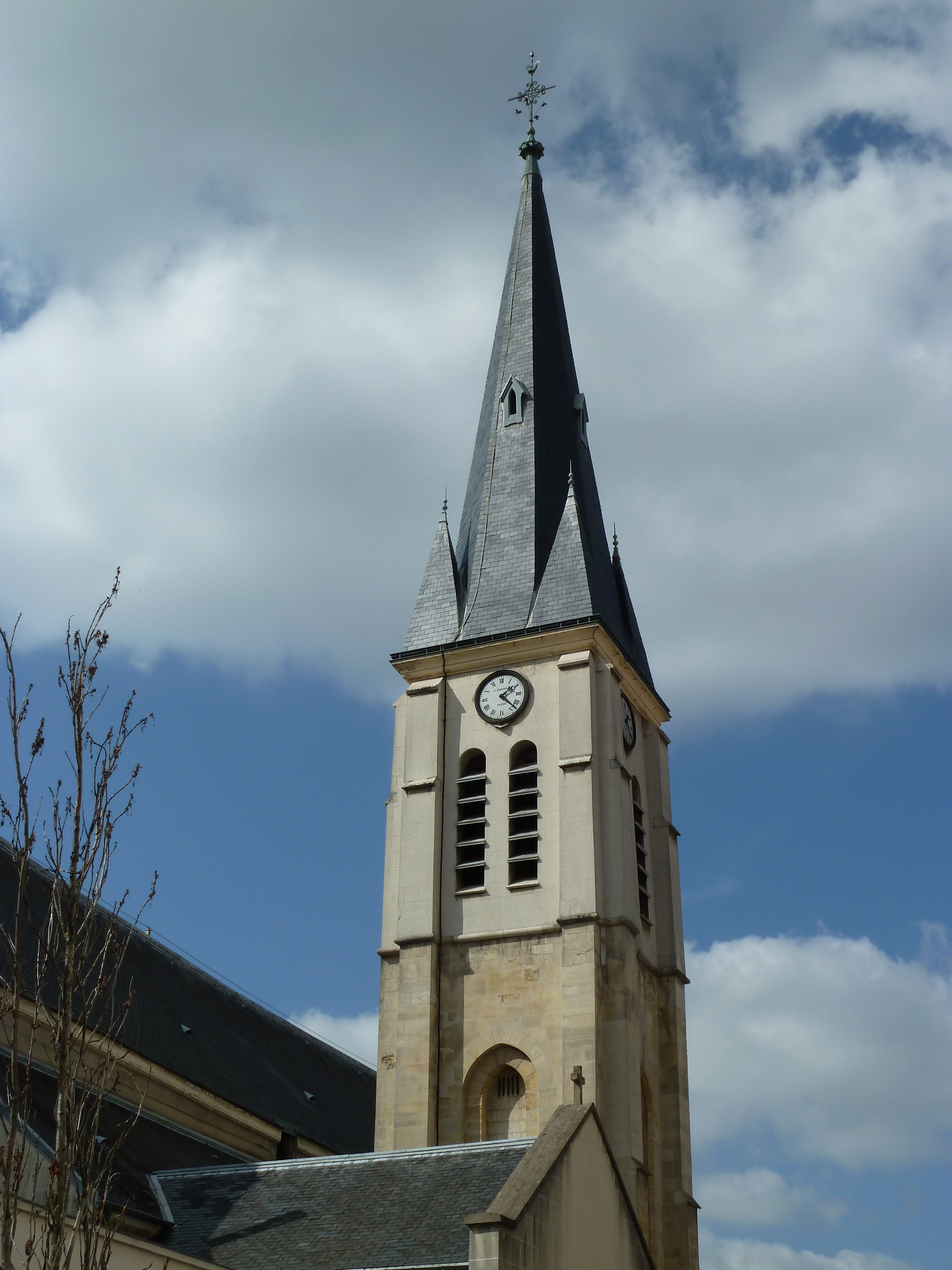
Clocher.
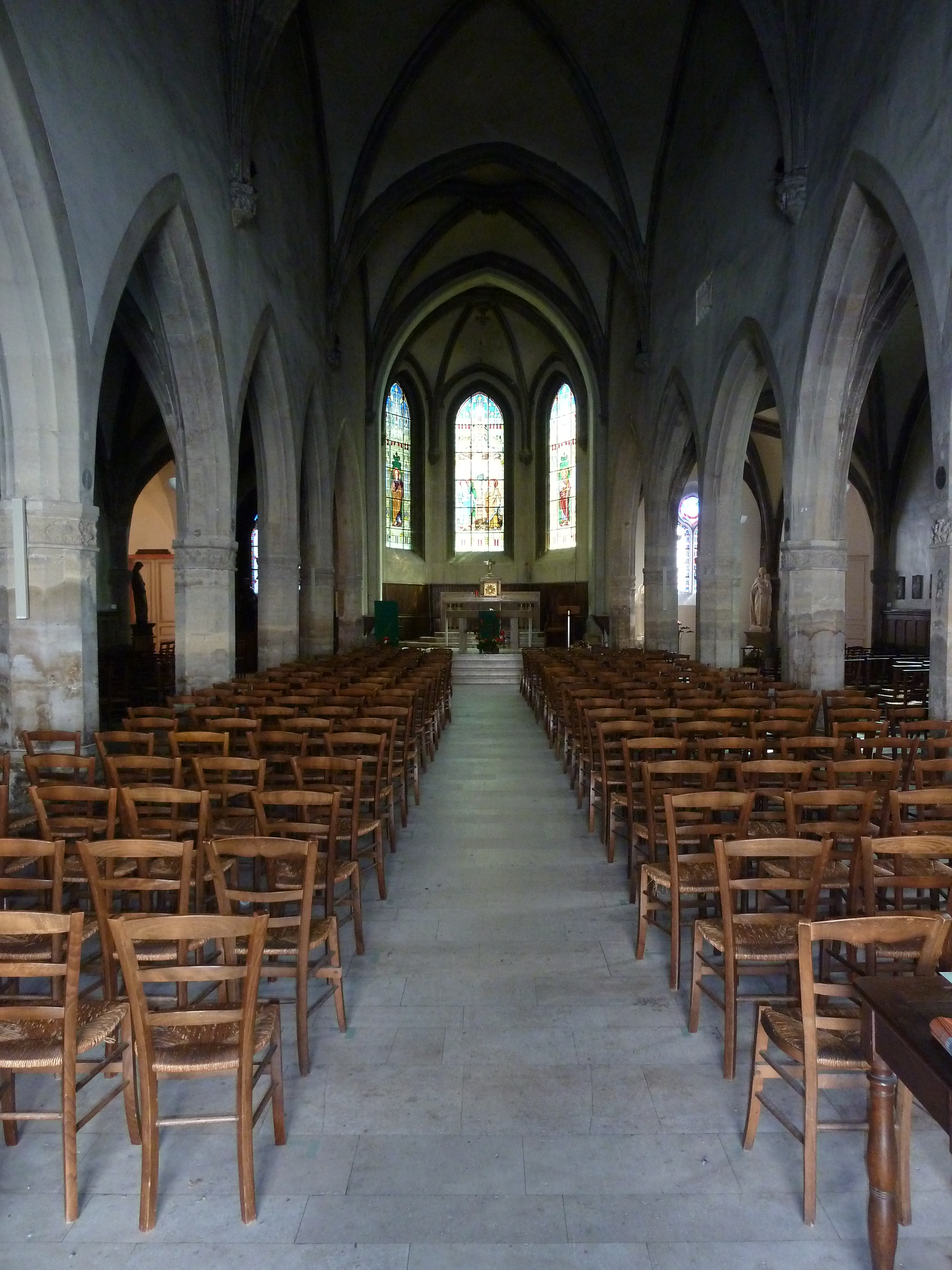
Intérieur.

## Curés
- 1807 Lacrole, en fonction à cette date[4]